# 24 Dywizjon Artylerii Ciężkiej
24 dywizjon artylerii ciężkiej (24 dac) – pododdział artylerii ciężkiej Wojska Polskiego II RP.
Dywizjon nie występował w pokojowej organizacji wojska. Został sformowany przez 10 pułk artylerii ciężkiej.

## 24 dac w kampanii wrześniowej

### Mobilizacja
24 dywizjon artylerii ciężkiej został zmobilizowany w dniach 31 sierpnia - 4 września 1939 zgodnie z planem mobilizacyjnym „W”, w I rzucie mobilizacji powszechnej, razem z plutonem taborowym nr 24. Jednostką mobilizującą był 10 pułku artylerii ciężkiej stacjonujący w Pikulicach pod Przemyślem. Dywizjon był organiczną jednostką artylerii 24 Dywizji Piechoty, uzbrojoną w trzy 105 mm armaty wz. 1913 i trzy 155 mm haubice wz. 1917. Zawiązki dywizjonu powstały już podczas mobilizacji alarmowej w dniu 28 sierpnia z nadwyżek rezerwistów powołanych do 10 pac mobilizacji alarmowej i będących przewidzianych do dywizjonu żołnierzy służby stałej. Od 31 sierpnia uzupełniono dywizjon żołnierzami powołanymi w ramach mobilizacji powszechnej. Tego dnia przydzielono konie z Komisji Poboru Koni. Po pobraniu wyposażenia, sprzętu i broni dalsza mobilizacja odbywała się we wsi niedaleko koszar.  

### Działania bojowe
3 września 24 dywizjon artylerii ciężkiej opuścił dotychczasowe miejsce stacjonowania i pomaszerował do załadowczej stacji kolejowej w Żurawicy. Od 3 września macierzysta 24 DP rozkazem Naczelnego Wodza, weszła w skład Armii „Karpaty” z zadaniem obrony linii Dunajca. 24 dac po załadunku do transportów kolejowych wyruszył o godz. 10.00 4 września w kierunku Jarosławia. Jazda była powolna z uwagi na liczne uszkodzenia torów kolejowych przez lotnictwo niemieckie. 5 września w godzinach popołudniowych transporty dojechały do stacji Wola Rzędzińska na wschód od Tarnowa, gdzie nastąpił wyładunek 24 dac ok. godz. 19.00. Podjęto nocny marsz polnymi drogami w kierunku szosy Tarnów-Pilzno. Szosę osiągnięto 6 września ok. godz. 5.00, skąd dywizjon pomaszerował w kierunku Tuchowa. W południe 24 dac zatrzymał się na postój w Łękawicy. Ze względu na zmianę rozkazów 24 DP miała obsadzić linię rzeki Wisłoki. Dywizjon w nocy 7 września rozpoczął marsz przez Skrzyszów, Pilzno, pod osłoną 155 pułku piechoty, o godz. 18.00 7 września dotarł do wsi Smarzowa. Z niewiadomych przyczyn o zmianie kierunku marszu, nie otrzymała rozkazu kolumna amunicyjna i tabory dywizjonu, prowadzone przez adiutanta dywizjonu. Przemieszczały się w kierunku Mesznej, gdzie o godz. 7.00 zatrzymały się na postój, po krótkim odpoczynku podjęły marsz do Piotrkowic. Na skrzyżowaniu dróg w Piotrkowicach, artyleria niemiecka ostrzelała tabory 24 dac, niszcząc jednocześnie część kolumny amunicyjnej. Do pozostałości taborów i kolumny amunicyjnej, jednocześnie dotarł rozkaz o marszu do Pilzna, skąd skierowano je do Dębicy, którą osiągnięto wieczorem. Dalej skierowano kolumnę taborowo-amunicyjną do Rzeszowa, dotarła tam wieczorem 9 września. W trakcie tego marszu doszło do podziału jej na zatłoczonych drogach. Następnie przemieszczała się w częściach, łącząc się po drodze przez Przeworsk, Jarosław, Radymno. Z Radymna żandarmeria skierowała kolumnę na Jaworów, w trakcie tego marszu doszło do jej trwałego podziału. Jej resztki podjęły dalszą jazdę przez Żółkiew, Kamionkę Strumiłową, Złoczew, Brzeżany, Podhajce, Monasterzyska do Tyśmienicy, gdzie uzyskały wiedzę o agresji sowieckiej. Zgodnie z rozkazem lokalnych władz wojskowych wyruszyła przez Nadwórną i Delatyn do granicy węgierskiej, której resztki taborów przekroczyły 20 września.  
Nocą 7/8 września 24 dac wraz z 155 pp podjął marsz w kierunku Wiśniowej, a dalej przez Strzyżów w kierunku rzeki San. Nocą 8/9 września dalszy marsz wiódł przez Węglówkę, Domaradz, do wsi Wara, gdzie rano 10 września dywizjon przekroczył rzekę San po moście pontonowym. Rozkazem dowództwa dywizji, skierowano go do Jawornika Ruskiego. W trakcie tego marszu do Domaradza zaginął kpt. Feliks Filejski, dywizjon podporządkowano dowódcy 60 dywizjonu artylerii ciężkiej mjr. Stanisławowi Rogóżowi. Ze względu na niepełny stan 60 dac, oba dywizjony nosiły prowizoryczną nazwę „zbiorczy dywizjon artylerii ciężkiej mjr. Rogóża”. Ze stanowisk ogniowych w rejonie Jawornika Ruskiego 24 dac prowadził ostrzał podchodzących do linii Sanu oddziałów niemieckich. Następnie wspierał walki nad Sanem III batalionu 1 pułku strzelców podhalańskich i II batalionu 1 pułku KOP „Karpaty”. Toczył również pojedynki, z artylerią niemieckiej 2 Dywizji Górskiej. W nocy wraz z 60 dac, baterie 24 dac podjęły marsz w kolumnie głównej 24 DP w kierunku Birczy. Na miejsce dotarły późnym popołudniem 11 września, baterie 24 dac zajęły stanowiska ogniowe na wschód od Birczy przy szosie Bircza-Przemyśl. Wieczorem nawiązano kontakt ogniowy z oddziałami 2 DG. O świcie 12 września artyleria niemiecka ostrzelała rejon Łodzianki Dolnej, w trakcie którego straty poniosła 1 bateria armat 24 dac. 2 bateria haubic poniosła straty w wyniku ataku lotniczego. Obie baterie wspierały obronę piechoty, a następnie kontratak piechoty 24 DP, której celem było odbicia utraconych pozycji. W trakcie walk został ciężko ranny na punkcie obserwacyjnym kpt. Tadeusz Janeczko, który następnie zginął tragicznie. W nieznanych okolicznościach opuścił swój punkt obserwacyjny por. Stanisław Babinetz, który następnie zaginął. Odwagą wyróżnił się ppor. Roman Paradystal, który spod ognia artylerii niemieckiej uratował 2 baterię haubic. Dowódca dywizjonu wyznaczył nowych dowódców baterii: 1 baterii armat - chor. Władysława Jędrucha i 2 baterii haubic ppor. rez. Józefa Schwarzingera. Silne niemieckie naloty na artylerię 24 DP, w tym baterie 24 dac zmusiły ją do milczenia, co wykorzystała piechota niemiecka, która przełamała obronę 24 DP.   
Wieczorem artyleria wycofała się pod dowództwem ppłk. Władysława Kaliszka w rejon Niżankowic. 13 września rano jedna bateria zajęła stanowiska na wschód od Niżankowic przy stacji kolejowej, punkt obserwacyjny zajęła na wzg.247 na zachód od miasta. Bateria ta kilkoma strzałami w ciągu dnia ostrzelała podchodzące niemieckie oddziały. Druga bateria zatrzymała się na postój we wsi Zabłotce. Po zmroku obie baterie wyruszyły do rejonu Tyszkowice. Po nocnym marszu rano 14 września, baterie zajęły stanowiska ogniowe w rejonie Tyszkowic. Skąd od południa wspierały walkę własnej piechoty w rejonie Boratycz, z niemiecką 2 DG. 2 bateria haubic zajmowała stanowiska ogniowe na północnym skraju lasu Tyszkowice, skąd szczególnie celnie raziła niemiecka piechotę. Wkrótce stała się celem niemieckiej artylerii i ponownie dzięki ofiarnym działaniom ppor. rez. Romana Paradystala uniknęła zniszczenia. Z uwagi na celny ostrzał niemieckiej artylerii, obie baterie zwinęły swoje stanowiska i późnym popołudniem przez Chodnowice, pomaszerowały w rejon Husakowa. W nocy baterie 24 dac podjęły marsz pod dowództwem mjr. Rogoża poprzez Złotkowice, Myślatycze, Pakość, folwark Krysowice, Strzeleczyska, Radenice do lasu na południe od Czyżowic, który osiągnięto o świcie 15 września. Ok. godz. 8.00 baterie 24 dac pod dowództwem mjr. Rogóża otrzymał rozkaz marszu przez Czyżowice, Wojkowice, Twierdzę, do Chorośnicy. Gdy baterie podczas dziennego marszu poruszały się zatłoczoną droga, w rejonie Lipnik nastąpił nalot kilkunastu samolotów niemieckich. W wyniku bombardowania została unicestwiona 2 bateria haubic, wśród poległych był ppor. rez. Józef Schwarzinger, a wśród rannych ppor. rez. Roman Paradystal. Prawdopodobnie utracono wszystkie haubice. Straty poniosła również 1 bateria armat maszerująca oddzielnie, dołączyła ona do pozostałości 24 DP w rejonie Chorośnicy, Tuligłowy. Po krótkim postoju nocą 15/16 września bateria 1/24 dac podjęła marsz w kierunku lasów Janowskich, po leśnych duktach, w deszczu, wraz z pozostałościami dywizji. Pierwszym etapem marszu osiągnięto szosę na zachód od Bortiatyna o świcie 16 września. Następnie w zgrupowaniu artylerii ppłk. Kaliszka 1/24 dac przemieszczała się przez Nowosiółki, las Mohyła, Mużyłowice kolonia, Berdychów, docierając późnym popołudniem do lasów na północ od Mołoszkowic. W tym rejonie rozkazem gen. broni Kazimierza Sosnkowskiego, 24 DP zajęła stanowiska obronne na południowym i południowo-zachodnim skraju lasów. Niepełna 1/24 dac zajęła stanowiska ogniowe na dużej polanie leśnej między dworem Mołoszkowice, a głównym kompleksem lasów Janowskich. 17 września na pozycje piechoty 24 DP uderzyła grupa bojowa „Pemsel” ze składu niemieckiej 1 DG. Kilkakrotne natarcia niemieckie nie przyniosły powodzenia i zostały załamane w ogniu artylerii i piechoty. Niemiecki ostrzał kontrbateryjny zniszczył na stanowiskach pozostałość baterii 1/24 dac. Resztki pozostałych żołnierzy 24 dac przemieściły się w okolice Brzuchowic, zgodnie z rozkazem ppłk. Kaliszka dowódcy AD 24 DP. 21 września w rejonie Brzuchowic w większości dostały się do niemieckiej niewoli.   

## Organizacja wojenna i obsada personalna
Obsada dowódcza
- dowódca dywizjonu - kpt. art. Feliks Marian Filejski[a][b]
- adiutant dywizjonu -
- oficer zwiadowczy - ppor. rez. Ludwik Witkowski
- dowódca 1 baterii —  por rez. Stanisław Babinetz[c](do 12 IX 1939), chor. Władysław Jędruch[7]
- dowódca 2 baterii — kpt. Tadeusz Janeczko (+12 IX pod Łodzinką Górną),  ppor. rez. Józef Schwarzinger[7] (+15 IX 1939)
  - oficer zwiadowczy - ppor. rez. Józef Schwarzinger
  - oficer ogniowy - ppor. rez. inż. Roman Władysław Paradystal
- dowódca kolumny amunicyjnej -
- por. art. posp. rusz. Henryk Dudek (18 IX 1939 niewola niemiecka)[13]